# Чжу Гуо
Джу Гуо  (кит.: 朱国 Zhū Guó, 14 червня 1985) — китайський тхеквондист, олімпійський медаліст.

## Виступи на Олімпіадах
| Олімпіада  | Дисципліна | Місце |
| ---------- | ---------- | ----- |
| Пекін 2008 | до 80 кг   | 3T    |